# Allahdad

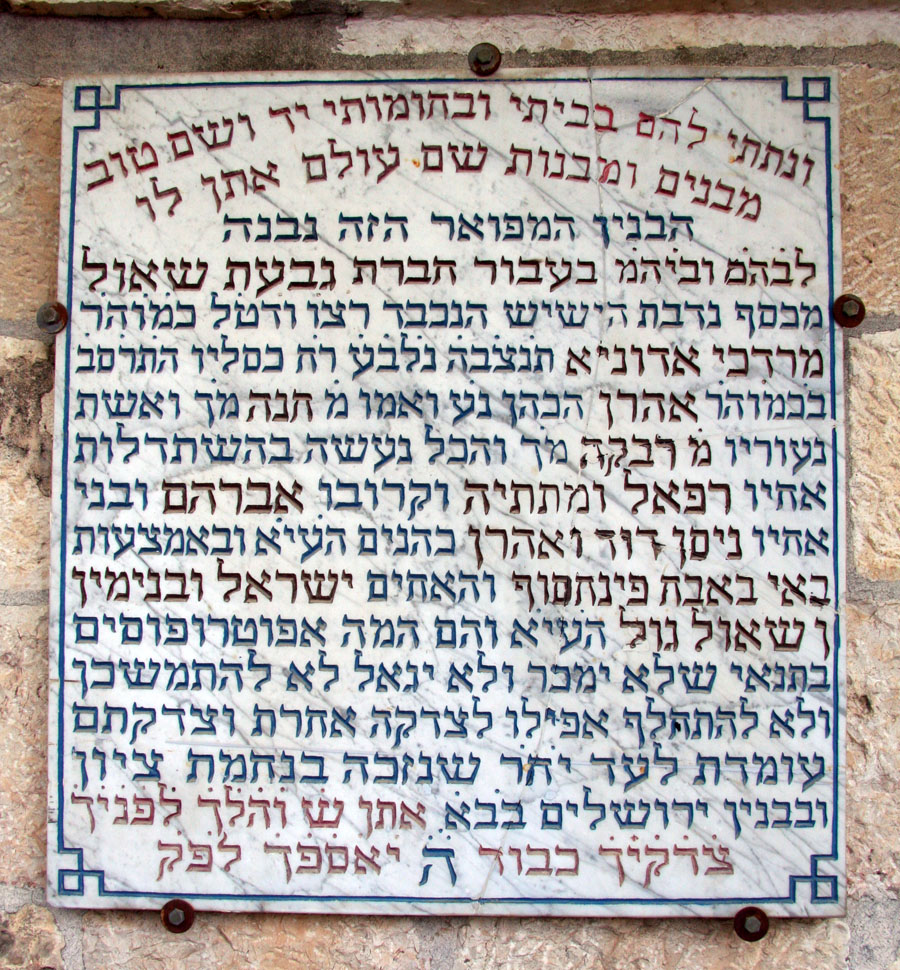
Plaque commémorative dans la cour de synagogue Haji Adoniyah des crypto-Juifs de Mashhad, dans le quartier Boukhari de Jérusalem

Le Allahdad (c'est-à-dire « Justice divine ») est le nom de la violente émeute anti-juive en 1839 qui vit le meurtre et la conversion forcée des Juifs de Mashhad (en persan : مشهد), dans la région du Grand Khorasan en Iran.  
Après la conversion forcée des Juifs (anoussim voulant dire « forcés ») de Mashhad à l'islam, beaucoup pratiquèrent le crypto-judaïsme. L'incident a été important du fait qu'une communauté tout entière fut contrainte à se convertir et ce fut l'une des premières fois que des Juifs européens intercédèrent au nom des Juifs iraniens,. 
On dénombre entre 30 et 40 Juifs tués à la suite de ce pogrom antisémite.

## Détails

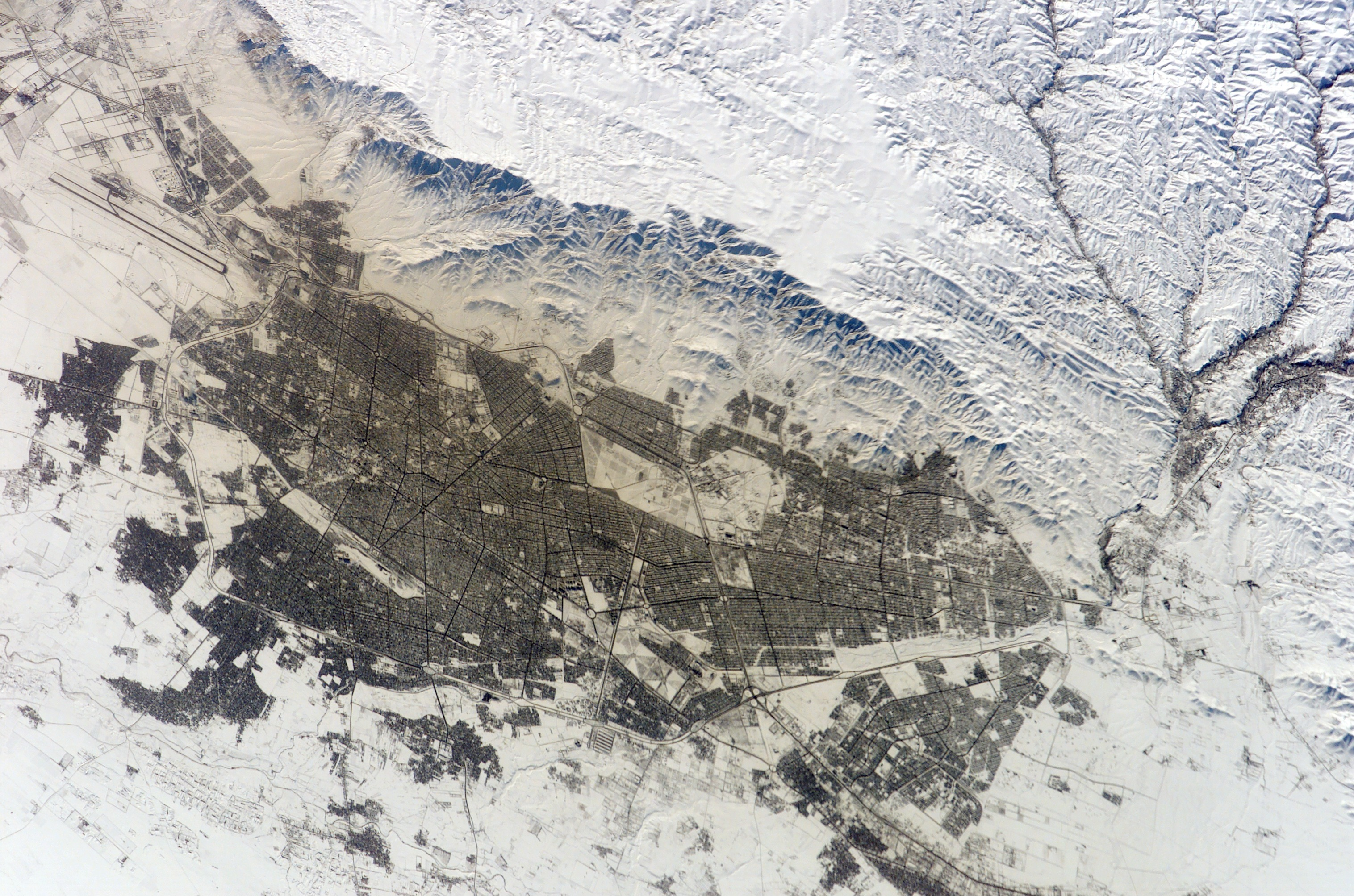
Vue aérienne de Mashhad en Iran où eut lieu l'Allahdad

Le pogrom fut déclenché par une banale histoire de chien tué pour y soigner la maladie de peau d'une femme juive, le jour où il ne fallait pas. Les musulmans crièrent qu'il y avait là insulte à leur religion.
Le chef de Mashhad ordonna à ses hommes d'attaquer la communauté juive, de brûler la synagogue, de piller les maisons, et d'enlever les filles,,. Une trentaine de personnes sont tuées. 
Les couteaux à la gorge, les chefs de la communauté juive furent contraints de proclamer leur « allégeance » à l'islam afin de sauver plus de 2 400 Juifs de la ville composant 150 familles. Les musulmans fanatiques crièrent alors : « La Lumière de Muhammed est tombée sur eux ! ». 
La plupart des convertis sont restés dans la ville en pratiquant le même mode de vie, portant les mêmes vêtements et se donnant les mêmes noms que leurs voisins musulmans alors qu'à la maison, ils s'appelaient eux-mêmes des anoussim (forcés) et continuaient d'avoir un prénom hébraïque, d'enseigner l'hébreu à leurs enfants ou d'allumer les bougies de Shabbat,. C'est ce qu'on appelle le crypto-judaïsme. Ceux qui ne se sentaient pas en sécurité ont quitté la ville en direction d'autres communautés juives, en Iran, à Boukhara, à Samarcande dans l'actuel Ouzbekistan ou encore à Herat dans l'actuel Afghanistan où les sunnites locaux étaient plus tolérants à leur égard que les chiites,. 
Quelques années après l'incident, l'intervention de Moïse Montefiore, le chef de la communauté juive britannique à l'époque, permit aux Juifs de retourner au judaïsme par le décret de Muhammad Shah. Cependant, la plupart des Juifs craignant la colère de la population locale décida de continuer à vivre à l'extérieur comme des musulmans et en privé comme des Juifs, devant se rendre à la mosquée le vendredi matin et à la synagogue (cachée) le vendredi soir, ; soit poursuivre leur crypto-judaïsme. Ces musulmans-juifs ont également construits sous leurs habitations des caches et des tunnels qui permettaient de protéger femmes et enfants aux moments difficiles où la population musulmane devenait plus agressive qu'à l'accoutumée.
Ce jour est resté célèbre comme le Allahdad (« la justice divine ») et l'événement est décrit pour la première fois par Joseph Wolffen en 1845 dans son récit de voyage intitulé « Narrative of a mission to Bokhara » où il raconte avoir été reçu par des mollahs juifs.
Près d'un siècle s'est écoulé avant que les Juifs de Mashad ne commencent à pratiquer leur foi ouvertement avec l'arrivée de la dynastie Pahlavi, plus libérale (1925-1979). Après la Seconde Guerre mondiale, la plupart d'entre eux se sont installés à Téhéran, en Israël ou à New York, soit 4 000 personnes aux États-Unis où beaucoup dirigeaient des entreprises prospères de bijoux et de tapis. Le quartier commercial de Great Neck à New York répond aux besoins de Mashhadis et à d'autres Juifs iraniens. Beaucoup d'entreprises gardent les coutumes au goût iranien. 
On dénombre aujourd'hui 20 000 Juifs descendants des Juifs de Mashhad : 10 000 vivent en Israël et les autres sont majoritairement aux États-Unis. 